# Grüß Gott, Genosse
Grüß Gott, Genosse ist ein Fernsehfilm des Norddeutschen Rundfunks (NDR) und der Studio Hamburg Produktion für Film und Fernsehen GmbH (Hamburg), in Coproduktion mit Arte, von Manfred Stelzer aus dem Jahr 1993. Die leicht satirisch angehauchte Filmkomödie entstand nach einem Drehbuch des Schriftstellers und Autors Gerhard Bengsch. Die Premiere und deutschsprachige Erstausstrahlung erfolgte am 11. September 1993 im gemeinsamen deutsch-französischen Kulturprogramm Arte.

## Handlung
Adolf Wendler ist Lehrer und stellvertretender Direktor an einer EOS der DDR. Obwohl er beim Bau seines Eigenheims unter den chronischen Versorgungsmängeln in der DDR leidet und auch sonst in vielen Punkten die Verhältnisse in der DDR eher kritisch sieht, hält er seiner beruflichen Karriere wegen nach außen den linientreuen SED-Genossen aufrecht. Eher zufällig als geplant endet für ihn und seine Frau Maria ein Campingurlaub 1989 in Ungarn im goldenen Westen. Ehe er sich’s versieht, hat er mit Hilfe eines gut situierten Verwandten und durch Anbiedern bei den Leuten im Westen einen neuen Job im bayerischen Schuldienst und macht darin ohne Zögern Karriere. Das lässt sich alles ganz gemütlich an, denn bald werden Wendler und seine Frau sogar noch stolze Besitzer eines schmucken Eigenheims. Alles geht gut, bis eines Tages der aufmüpfige und renitente Ex-Schüler Thomas Gorn von damals in seine Klasse kommt und seinen alten Lehrer aus DDR-Zeiten als echten Wendehals und ehemals linientreuen SED-Genossen entlarvt.

## Produktion
Die Außenaufnahmen der Dreharbeiten zum Film fanden im Auftrag des Norddeutschen Rundfunks (NDR) vom 10. Juli 1992 bis zum 6. August 1992 an Schauplätzen der bayerischen Gemeinden Markt Murnau und Bad Kohlgrub sowie in Ungarn und Brandenburg statt. Abschließende Studioaufnahmen, sowie die Endfertigung des Films, wurden in der Zeit vom 23. November 1992 bis zum 28. November 1992 bei der Studio Hamburg Produktion für Film und Fernsehen GmbH (Hamburg) durchgeführt.

## Uraufführung
Eine offizielle Vorab-Premiere des Films erfolgte am 28. Juni 1993 im Rahmen des Münchener Filmfestes 1993.

## Kritik
TV Spielfilm urteilt: „Ein Wendehals bricht sich fast das Genick“.
Arte nannte den Film anlässlich der Erstausstrahlung 1993: „Eine deutsch-deutsche Komödie mit satirischen Zwischentönen, die weder die West- noch die Ostdeutschen ausspart“.
Die Programmzeitschrift „TV Klar“ bezeichnete „Grüß Gott, Genosse“ als eine „Satirische Geschichtsbetrachtung“.
Der Film enthält insofern einen Fehler, dass der PKW Wartburg, den Wendler in der DDR besitzt, ein Kennzeichen mit dem Anfangs-Buchstaben E besitzt, was damals dem Bezirk Frankfurt/Oder zugeteilt war. Der Film wurde aber an keiner Stelle auf dem Gebiet dieses ehemaligen Bezirks gedreht.